# Gabriel Rodrigues da Silva
Gabriel Rodrigues da Silva (sinh ngày 15 tháng 2 năm 1996) là một cầu thủ bóng đá người Brasil.

## Sự nghiệp câu lạc bộ
Gabriel Rodrigues da Silva đã từng chơi cho Ventforet Kofu.